# Parafia Najświętszego Serca Pana Jezusa w Kamiennej Górze
Parafia Najświętszego Serca Pana Jezusa w Kamiennej Górze – parafia rzymskokatolicka w dekanacie Kamienna Góra Zachód w diecezji legnickiej. Obsługiwana przez księży diecezjalnych. Erygowana 4 maja 1991 r. Jest najmłodszą spośród trzech parafii w mieście.

## Historia

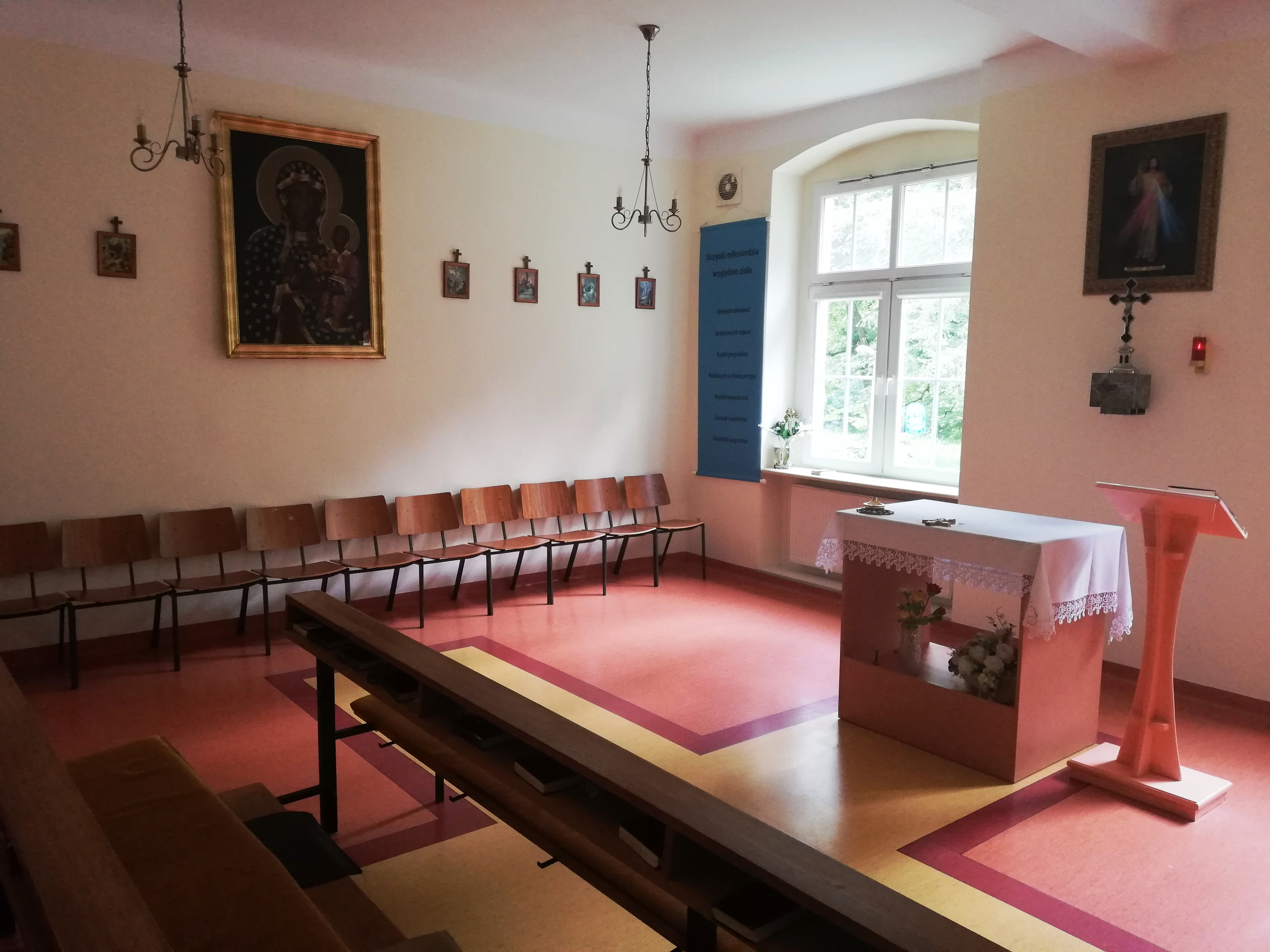
kaplica pw. Matki Bożej Częstochowskiej w Dolnośląskim Centrum Rehabilitacji w Kamiennej Górze

Decyzję o powołaniu trzeciej parafii w Kamiennej Górze podjął w 1986 r. kard. Henryk Gulbinowicz. Pierwszym duszpasterzem został ks. Leopold Fit, a od 1 października 1988 r. ks. kan. Aleksander Siemiński. 24 października 1988 r. kard. Henryk Gulbinowicz ustanowił samodzielny ośrodek Duszpasterski w Kamiennej Górze z przydzielonymi ulicami: Baczyńskiego, Księcia Bolka, Katowicka, Korczaka, Krzeszowska, Legnicka, Mała, Ptasia, Wałbrzyska, Tkaczy Śląskich oraz wieś Czadrów.
29 stycznia 1989 r. ośrodek duszpasterski odwiedził kard. Henryk Gulbinowicz i bp Tadeusz Rybak. Podjęto wówczas decyzję o nadaniu parafii wezwania Najświętszego Serca Pana Jezusa. Pierwsza wizytacja kanoniczna została przeprowadzona przez bp. Jana Tyrawę 7 kwietnia 1990 r. w Czadrowie i w szpitalu przy ul. Korczaka. 3 maja 1990 r. odbyła się wizytacja na Osiedlu Krzeszowskim w Kamiennej Górze.
4 maja 1991 r. bp Tadeusz Rybak uroczyście erygował powstałą parafię pod wezwaniem Najświętszego Serca Pana Jezusa Kamiennej Górze. Parafia została przyłączona do dekanatu Kamienna Góra Zachód.
W 1995 r. oddano do użytku dom, który spełniał funkcję kancelarii i plebanii. 21 września 2000 r. w kościele Najświętszego Serca Pana Jezusa w Kamiennej Górze odbyło się uroczyste wmurowanie kamienia węgielnego, poświęconego przez Ojca św. Jana Pawła II 2 czerwca 1997 r. w Legnicy. Uroczystościom przewodniczył bp Tadeusz Rybak.
21 października 2018 r. podczas uroczystej mszy kościół parafialny pw. Najświętszego Serca Pana Jezusa został poświęcony przez bp. Zbigniewa Kiernikowskiego. 

## Proboszczowie
- ks. Leopold Fit – rektor ośrodka duszpasterskiego (1987–1988)[2]
- ks. kan. Aleksander Siemiński (od 1 października 1988) – rektor ośrodka duszpasterskiego, a od 4 maja 1991 – proboszcz

## Zasięg parafii
- Kamienna Góra – ulice: Krzysztofa Kamila Baczyńskiego, Księcia Bolka I, Katowicka, Konwaliowa, Janusza Korczaka, Krzeszowska, Kwiatowa, Legnicka, Mała, Ptasia, Storczykowa, Tkaczy Śląskich, Wałbrzyska,
- 5 marca 2017 r. dekretem biskupa legnickiego Zbigniewa Kiernikowskiego wyłączono z terytorium parafii pw. NSPJ w Kamiennej Górze (dekanat Kamienna Góra Zachód) wieś Czadrów i włączono ją do terytorium parafii Wniebowzięcia NMP Krzeszowie (dekanat Kamienna Góra Wschód)[3].

## Wspólnoty parafialne
- Wspólnota Margaretek
- Akcja Katolicka
- Liturgiczna Służba Ołtarza
- Wspólnota Żywego Różańca
- Rada parafialna
- Eucharystyczny Ruch Młodych

## Liczba mieszkańców parafii
- 1992 r. – 4.500[4]
- 1997 r. – 4.520[5]
- 2002 r. – 4.500[6]
- 2017 r. – 3.048[7]